# 張伯儀
张伯仪（8世纪？—788年6月18日），唐朝魏州人。
张伯仪以战功隶属于李光弼军。袁滋征召张伯仪、何士干入幕府。袁晁造反，张伯仪讨平，功居第一，擢升为睦州刺史。张伯仪朴厚不知书，推诚待人，军中害怕他的严肃，百姓亦便。大历二年（767年）七月，以杭州刺史张伯仪为安南都护。爪哇的“昆仑阇婆”入侵安南，张伯仪与武定都尉高正平联手，击破昆仑阇婆。其后，张伯仪修筑大罗城（又称罗城，今越南河内），以作防卫。
大历十二年（777年）五月，以前安南都护张伯仪为广州刺史、兼御史大夫，充岭南节度使。建中三年（782年）三月，以岭南节度使张伯仪检校兵部尚书，兼江陵尹、御史大夫、荆南节度等使；以容管经略使元琇为广州刺史、岭南节度使。
李希烈造反，唐德宗以荆南节度使张伯仪为后军兵马使，与贾耽、張獻甫收复安州。建中四年（783年）三月，荆南节度使张伯仪与李希烈战于安州，战败。张伯仪中流矢，丢失所持旌节。敌军追及，他奋刀抵御，两刃相向，救兵来到，得免。至汉水，用民船渡过到达沔州。溃兵至江陵大哭，张伯仪之妻鼓励他们，给他们家中丝帛。张伯仪收散卒还军。李希烈把张伯仪的旌节和他兵将的首级给颜真卿看，颜真卿恸哭投地。四月，李勉为淮西招讨处置使，哥舒曜为副；张伯仪为淮西应援招讨使，贾耽、江南西道节度使嗣曹王李皋为副。朝廷以李复在江陵得士心，起为江陵少尹、兼御史中丞，充节度行军司马，辅佐张伯仪。李希烈派董待名、韩霜露、刘敬宗、陈质、翟晖等四人率军攻打州县，荆南节度使张伯仪全军覆没。贞元三年（787年），樊泽取代张伯仪担任荆南节度观察等使、江陵尹、兼御史大夫，张伯仪改任右龙武统军。
贞元四年五月初十丁巳日（788年6月18日），右龙武统军张伯仪去世，赠扬州大都督。向朝廷请谥，博士李吉甫认为“中兴三十年，兵革不息，将帅养寇自重。以亡败为戒，将领都以图万全，而不决战。张伯仪虽败，但其忠可录。”于是谥号恭。